# 卡洛尔齐奥科尔泰
卡洛尔齐奥科尔泰（義大利語：Calolziocorte），是意大利莱科省的一个市镇。总面积9.14平方公里，人口14399人，人口密度1575.4人/平方公里（2009年）。国家统计（ISTAT）代码为097013。